# Liste des chaînes de télévision en Russie
Pour les autres articles nationaux ou selon les autres juridictions, voir Liste des chaînes de télévision par pays.
Cet article présente une liste non exhaustive de chaînes de télévision en Russie.

## Chaînes de télévision principales
| Nom                                                                  | Logo | Propriétaire(s)                                                                    |
| -------------------------------------------------------------------- | ---- | ---------------------------------------------------------------------------------- |
| Pervy Kanal (Первый канал)                                           |      | Rosimushchestvo (en), NMG, Roman Abramovitch Tass, Ostankino (en), VTB, Sogaz (en) |
| Rossiya 1 (Россия 1)                                                 |      | VGTRK                                                                              |
| Rossiya Kultura (Россия-Культура)                                    |      | VGTRK                                                                              |
| Rossiya 24 (Россия 24)                                               |      | VGTRK                                                                              |
| Match TV (Матч ТВ)                                                   |      | Gazprom-Media                                                                      |
| NTV (НТВ)                                                            |      | Gazprom-Media                                                                      |
| TV-3 (en) (ТВ-3)                                                     |      | Gazprom-Media                                                                      |
| Pyatnitsa! (en) (Пятница!)                                           |      | Gazprom-Media                                                                      |
| TNT (ТНТ)                                                            |      | Gazprom-Media                                                                      |
| Carousel (Карусель)                                                  |      | VGTRK, Pervy Kanal                                                                 |
| Télévision publique de Russie (ru) (Общественное телевидение России) |      | Télévision publique de Russie                                                      |
| Cinquième Chaîne (Пятый канал)                                       |      | NMG, Administration de la ville de Saint-Pétersbourg                               |
| TV Centre (ТВ Центр)                                                 |      | Gouvernement de Moscou                                                             |
| REN TV (РЕН ТВ)                                                      |      | NMG (82 %) SOGAZ (18 %)                                                            |
| Spas (en) (Спас)                                                     |      | Fondation de la télévision orthodoxe                                               |
| STS (СТС)                                                            |      | STS Media (en)                                                                     |
| Domashny (en) (Домашний)                                             |      | STS Media (en)                                                                     |
| Zvezda (Звезда)                                                      |      | Groupe Zvezda                                                                      |
| Mir (Мир)                                                            |      | Groupe Mir                                                                         |
| Muz-TV (Муз-ТВ)                                                      |      | Média 1                                                                            |

## Autres chaînes

### Thématiques
- 2x2
- Detskiy mir (ru) (Детский мир)
- Dojd (Дождь)
- DTV (ДТВ)
- KHL-TV (КХЛ-ТВ)
- Nostalgia (Ностальгия)
- RBK TV (РБК ТВ)
- STS Kids (СТС Kids)
- Tché (Че)

En outre, la Russie compte une multitude de chaînes locales, diffusant en langue russe ou dans les langues régionales, sans oublier les déclinaisons locales des chaînes nationales (NTV-Saint-Pétersbourg, Ren-TV Oural).

### Chaînes à diffusion internationale
- Euronews Russie
- ProRussia
- RT
- RT Arabic
- RTR Planeta (РТР-Планета)
- RTVI
- Russian Travel Guide
- STS International (СТС International)
- TNT International
- NTV Mir
- Tv Centre International
- Cinquième chaine
- Ren TV International
- Domashny international
- Karusel international
- Piatnitsa international
- Perez international
- Pobeda international

### Chaînes disparues
- 100 TV (ru) (100 ТВ)
- Animal Planet
- Bibigon (Бибигон)
- Cartoon Network (Картун Нетворк)
- Canal Disney (Канал Disney)
- Jetix Russie
- MTV (en)
- Rossiya 2 (Россия 2) – devenue Match TV
- RTR Sport (РТР-Спорт) – devenue Rossiya 2
- Semyorka (Семёрка)